# 栗原朗子
栗原 あきこ（くりはら あきこ、1972年2月21日 - ）は、日本の歌手・声優・舞台女優。
1997年4月から1999年3月まで、NHK-BS2の子供番組「にこにこぷんがやってきた!」に、瀧本瞳・岡本明日香とともに2代目うたのおねえさんとして出演していた。少しだけおかあさんといっしょのうたのおねえさんにも憧れたことがある。番組卒業後はこどもちゃれんじ・ぷちのビデオにて、「うたのおねえさん」として1998年〜2003年の間出演した。

## 舞台
- エリザベート (2000〜2010)
- マイフェヤレディー
- 冬のひまわり
- 風と共に去りぬ
- 十二夜
- キス・ミー・ケイト
- キャバレー

## コンサートなど番組など
- 速水けんたろう◆
- 茂森あゆみ◇◆
- 神崎ゆう子◇◆
- 森みゆき◇◆
- みど◆
- ふぁど◆
- れっしー◆
- そらお◆
- 佐藤弘道◇◆
- 松野ちか◇◆

## ディスコグラフィティー
- げんき・元気
- 元気のキホン
- げんきひゃっぱい
- 公園にいきましょう
- ゴーゴーゴー
- ここがせかいのまんなかだ
- 心はまあるいドーナッツ
- こっちとそっち
- ごめんねピーマン
- 木もれ日の歌
- ゴリラのおんがくかい
- こんにちは
- サッカー・サンバ
- ザ・トマッキュー
- しあわせわけっこ
- しっぽのうた
- じべた べったん
- しんゆうになろう
- スイカをこつん
- すきすきたのしい
- すごいぞ！じゃがいも
- すずめがサンバ
- すてきな言葉
- だあれもいない海で
- たからさがし
- だから・ねっ!!
- たからもの、なあに
- たこのくるんぱ
- 小さな木の実
- チキンダンス
- ちびっかブーン
- チャオチャオまたね
- 手ぶくろ動物園
- てをたたこ
- 動物園へ行こう
- とうめいにんげんなんだけど
- とんでもんしろちょう
- どんな色がすき
- どんなかお
- どんな夢？
- どんまい
- 虹色かき氷
- 虹の下には宝もの
- にじのむこうに
- のりものだいすき
- のんびりのびのび
- ほしぞらカーニバル
- ほしのうた
- 星の超特急メテオ
- ほらなかなかいいちょうし
- ママのたからもの
- ママ・ムーチョ
- みつばちはどこへ
- 緑っていいね
- みつあみゆみちゃん
- みなみのしまのこどもたち
- 南のなかま
- みらいくんとゆめみちゃん
- ミルクはげんき・タマゴもげんき
- みんなでクリスマス
- みんなでたべよう
- むかしはえっさっさ
- ムギューだいすき
- 虫歯建設株式会社
- ムックリンチョ
- もうすぐようちえん
- モウモウフラダンス
- もぐもぐもぐら
- もぐらトンネル
- もしも季節がいちどにきたら
- 森のファミリーレストラン
- やさしい雨
- やだやだツイスト
- ヤッホ・ホー
- やるきまんまんマンとウーマン
- ヤンチャリカ
- 雪だるまのたいそう
- 雪だるまのまほう
- ゆきだるまのルー
- ゆきふるるん
- ゆめいっぱい
- ゆめのかけら
- 夢のなか
- 夢の中のダンス
- 夢のパレード
- ゆめゆきあめ
- ゆめをひとさじ
- ようかいしりとり
- よそみをしてるとあぶないよ